# Eau potable et assainissement au Mali
La distribution et l'assainissement des eaux au Mali fait face à d'importants défis. Une mauvaise qualité des eaux engendre des maladies pouvant être létales. En 2018, le ministère de l'Énergie et de l'Eau annonce des taux d'accès à l'eau potable de 65,3 % en milieu rural, 74,7 % en milieu urbain et 68 % à l'échelle nationale.

## Gestion publique
Le ministère de l'Énergie et de l'Hydraulique est chargé de l'alimentation en eau potable. L'assainissement des eaux est principalement placé sous la responsabilité du ministère de l'Environnement, de l'Assainissement et du Développement durable, tandis que la promotion de l'hygiène est assurée par le ministère de la Santé et de l'Hygiène publique.

## Situations locales
Selon la Société malienne de gestion de l'eau potable (Somagep), le taux d'accès à l'eau potable serait proche de 100 % dans la capitale Bamako en 2016, contre environ 60 % en 2014 et 70 % en 2015. Cependant, la ville, capable de fournir 200 000 m3 d'eau potable par jour, ferait face à une demande d'environ 250 000 m3. À la suite d'un contrat signé avec le ministre malien de l’Économie et des Finances Boubou Cissé en juin 2017, la Banque européenne d'investissement prévoit 50 millions d'euros en vue de doubler la capacité de production d'eau potable de la ville de Bamako, « de 144 000 à 288 000 m3 par jour ».
Dans le nord du pays, l'eau potable est surtout fournie par des aménagements locaux. Dans les régions de Tombouctou et de Gao, plus de la moitié des habitants consomme l'eau provenant de sources exposées à un risque de contamination bactériologique.
En 2012, l'insurrection de groupes armés dans le nord du pays a dégradé le fonctionnement des installations d'eau dans les villes de Tombouctou et Gao. La présence de militaires maliens et de nombreux déplacés à Mopti a entraîné une forte pression sur les ressources en eau de la ville.
En avril 2019, l'UNICEF débloque 385 millions de francs CFA (environ 580 000 euros) pour un projet visant à alimenter en eau potable 20 écoles et 12 000 villageois dans la région de Gao.

## Maladies de l'enfant
La diarrhée est une des principales maladies hydriques affectant les enfants au Mali. Elle est la première cause de mortalité infantile dans le pays. De nombreux projets et recherches ont été entrepris pour réduire les risques. Toutefois, le nombre d'enfants morts de maladies hydriques a augmenté au Mali.

## Amélioration de l'hygiène
Plusieurs études ont montré que l'amélioration de l'hygiène permet de réduire la mortalité (jusqu'à 45 % de réduction dans certains cas). Elles prouvent aussi que l'amélioration de l'hygiène est deux fois plus efficace que l'amélioration des sources d'eau potables pour réduire la mortalité. L'amélioration de la qualité des sources d'eau potable s'avère relativement inefficace, car les eaux peuvent être recontaminées lors de leur utilisation ou leur stockage dans les foyers.

## Défis

### Défécation en plein air
La défécation en plein air est un des principaux défis de la distribution des eaux au Mali. En effet, près de la moitié des Maliens n'ayant pas accès à l'eau potable vivent dans des zones rurales. Les maladies peuvent se transmettre lorsque la matière fécale contamine les sources d'eau, notamment les eaux souterraines. Les villageois peuvent facilement boire ces eaux ou les utiliser pour la cuisine. Ils peuvent donc éprouver des diarrhées, ce qui renforce le problème de la malnutrition au Mali.

### Qualité de l'eau dans les établissements publics
La qualité et l'assainissement des eaux est aussi un problème dans les hôpitaux du Mali, où l'eau et les sanitaires sont impropres pour les femmes. Ces facteurs figurent parmi les cinq principales causes de décès des femmes dans le monde. Les femmes sur le point d'accoucher encourent un plus grand risques de complications dans les centres de santé incapables de les prémunir des maladies hydriques. Ces femmes sont souvent contraintes d'uriner et de déféquer à l'extérieur car les toilettes publiques sont indisponibles. En 2015, The Guardian rapporte que seuls 20 % des hôpitaux maliens disposent d'eau potable.
Le même problème est présent dans les écoles maliennes. Seules 57 % des écoles du pays disposent d'installations sanitaires, dont 88 % sont mixtes.